# Абдулла-хан I
Абдулла-хан I (*1490 —14 вересня 1540) — 6-й хан Держави Шейбанідів в з березня до вересня 1540 року.

## Життєпис
Син Кучкунджі-хана. Народився 1490 року. 1514 року призначено хакімом міста Туркестан. Тут керував протягом майже усього решту життя. Багато піклувався про захист, розбудову та іригаційні роботи. 1517 року завдав поразки киргизам, що спробували напасти на Туркестан.
1540 року після смерті родича Убайдулли-хана став володарем Держави Шейбанідів. Він карбував монети в Бухарі, Самарканді та Балху з титулом «Хакан син хакана Абулгазі бахадурхан».
Помер у Самарканді 1540 року, був похований поряд з батьком в усипальниці в Самарканді. Мавзолей до тепер не зберігся, його руїни були повністю знищені у 1930-ті роки. Йому спадкував брат Абдуллатіф.